# Şevket Kazan
Şevket Kazan, né le 7 décembre 1933 à Adapazarı (Turquie) et mort le 9 mars 2020 à Ankara (Turquie), est un avocat et homme politique turc, ancien ministre de la Justice. 

## Biographie
Diplômé de la faculté de droit (tr) de l'université d'Istanbul en 1971, il fait son entrée en politique la même année en rejoignant le Parti de l'ordre national (en) de Necmettin Erbakan, peu de temps avant sa dissolution pour cause d'« opposition aux principes de protection de la nature laïque de l'État et du révolutionnarisme d'Atatürk ». L'année suivante, Şevket Kazan intègre le Parti du salut national (MSP) qui regroupe beaucoup d'anciens membres du MNP. L'année suivante, il est élu à la Grande Assemblée nationale de Turquie sur une liste du MSP dans la circonscription de Kocaeli. L'année suivante, il devient le ministre de la Justice du premier gouvernement de Bülent Ecevit, fruit d'une coalition contre-nature entre le MSP et le Parti républicain du peuple (CHP). Quelques années plus tard, il occupe le poste de ministre du Travail au sein du premier gouvernement du front nationaliste (en) constitué par Süleyman Demirel.   
En 1977, il est candidat à la députation dans la circonscription de Zonguldak puis candidat à la mairie dans la ville d'Istanbul mais échoue aux deux élections.  
Dans la foulée du coup d'État du 12 septembre, Şevket Kazan est arrêté le 17 octobre 1980, soit le surlendemain de l'arrestation de Necmettin Erbakan. En attente de son jugement par les nouvelles autorités, il est placé en détention provisoire dans l'enceinte de l'école de langues et de renseignement de l'armée à Mamak, aux côtés d'autres cadres du MSP. Le 20 février 1981, le procureur militaire Nurettin Soyer dépose une plainte contre Şevket Kazan et 33 autres cadres du MSP. Le 24 avril 1981, leur procès s'ouvre devant le tribunal militaire de première instance d'Ankara. Le 24 juillet 1981, Şevket Kazan et neuf autres membres du Conseil d'administration général du MSP sont libérés alors que leur procès se poursuit. Le 24 février 1983, Şevket Kazan est condamné à trois ans et demi de prison pour violation de l'article 163, alinéa 1er du code pénal de 1926 (tr) sur la laïcité en Turquie. Le 8 mai 1984, la 4e chambre de la Cour d'appel militaire annule le verdict ayant abouti à sa condamnation au motif que les preuves présentées lors du procès étaient insuffisantes. Le 5 juillet 1984, les peines de prison prononcées à l'encontre des cadres du MSP (Şevket Kazan compris) sont à leur tour annulées la Cour d'appel militaire. Le 13 février 1985, un nouveau procès organisé devant le tribunal militaire aboutit à l'acquittement de Şevket Kazan et de ses coaccusés. Le 19 septembre 1985, l'acquittement est formellement confirmé par la 4e chambre de la Cour d'appel militaire.   
En 1991, Şevket Kazan est une nouvelle fois élu député de Kocaeli. Pendant son mandat, il se propose d'assurer la défense des accusés du massacre de Sivas mais cela lui est refusé en raison du fait qu'il siège au parlement (ce qui ne l'empêche pas de leur rendre visite en prison et de se présenter au tribunal en tenue d'avocat).    
Le 4 novembre 2019, alors qu'il est gravement malade, le président Recep Tayyip Erdoğan se rend à son chevet.  

### Mort
Le 9 mars 2020, Şevket Kazan décède à l'âge de 86 ans dans une clinique d'Ankara où il était traité pour une défaillance multiviscérale. Le lendemain, sa prière funéraire à proximité de la mosquée Hacı Bayram (en) est dirigée par Lütfi Doğan (tr) et suivie par de nombreuses autres personnalités politiques telles que Recep Tayyip Erdoğan, Mustafa Şentop, Abdulhamit Gül, Abdullah Gül, Mehmet Ali Şahin, Cemil Çiçek, Bülent Arınç, Numan Kurtulmuş, Temel Karamollaoğlu, Meral Akşener, Gültekin Uysal (en), Fatih Erbakan (en), Ahmet Davutoğlu, Mustafa Destici (en), Fatih Şahin (en), Hayati Yazıcı, İbrahim Kalın (en), Vasip Şahin, Bekir Bozdağ, Recai Kutan, Yasin Hatipoğlu (tr) etc. Plus tard dans la journée, son cercueil est porté en terre par Abdulhamit Gül, Temel Karamollaoğlu, Şeref Malkoç (tr), quelques députés et adhérents du Parti de la félicité ainsi que des membres de sa famille et ses proches. 

## Médias

### Cinéma
- Zincirbozan (tr) (2007), il est interprété par İskender Altın.